# Leonida Nicolae Nicolaescu
Leonida Nicolae Nicolaescu (n. 15 ianuarie 1943) este un fost un deputat român în legislatura 1990-1992 începând de la 17 februarie 1992, ales în județul Dolj pe listele partidului Ecologist-SD. Deputatul Leonida Nicolae Nicolaescu l-a înlocuit pe deputatul Radu Mircea Ispas.